# 陳兆豪
陳兆豪（1992年6月12日—）是臺灣男子籃球運動員，場上主打中鋒位置，現效力於超級籃球聯賽台灣啤酒。

## 生平
陳兆豪畢業於高苑工商、國立高雄師範大學，2014年9月在超級籃球聯賽新人選秀會第一輪第六順位被台灣大選中，但選中當下準備上臺拍照時，台灣大時任副領隊陳建州即宣布陳兆豪被交易到台灣啤酒，換回陳則語，第十二季超級籃球聯賽開打前曾代表鴻亞國際征戰全國社會組籃球錦標賽。

## 外部連結
- 陳兆豪在fiba.basketball（英语）
- 陳兆豪在Eurobasket.com（球員）（英语）
- 陳兆豪在Proballers（英语）
- 陳兆豪在RealGM（英语）
- 陳兆豪在Flashscore（英语）